# Борис Роканов
Борис Асенов Роканов е български писател и поет.

## Биография
Роден е на 12 ноември 1961 г. в Кюстендил. Завършва вечерна гимназия в родния си град (1983). През 1981–1989 г. работи като сценичен работник в Кюстендилския драматичен театър. Издава литературното списание „Прилеп“ (самиздат, 1989–1990).
Живее в Пловдив. Женен, с четири деца – две момичета и две момчета.
Дебютира през 1983 г. в алманах „Струма“ (стихотворението „Когато ти е тъжно...“) и алманах „Море“ (стихотворението „За перачката“).
Автор е и на 6 стихосбирки, на 2 книги за деца и на романа „Шейсет и четири хиляди деветстотин двайсет и осем“ (2010). Съставител е на антологията „Стих и четка, един проект на Борис Роканов“ (1997), която е свързана и с изложби. Осъществил е две литературни анкети – с Екатерина Йосифова (2001) и Блага Димитрова (2002). Неговата поезия е издавана в Италия, Германия, Унгария, Франция, Сърбия. Участва в сборника на английски език „Поети на свободата“. Издател и организатор на поетични форуми.
Автор е и на 18 самостоятелни изложби живопис в София, Пловдив, Варна и Бургас, както и на 2 проекта: „Борис Роканов и пловдивската лудница“ (София, „Шипка“ 6, 2007) и „Ангелушев&Роканов“ (София, Пловдив, Варна, 2007–2008).
Пише и пиеси.
Умира на 17 март 2021 г.

## Награди
- 1990 – Носител на наградата за дебютна книга „Южна пролет“ за стихосбирката „Предчувствия“
- 2000 – Носител на националната награда „Иван Николов“ за стихосбирката „Стихотворения“
- 2010 – Номинация за наградата за съвременна българска художествена проза „Хеликон“ за романа „Шейсет и четири хиляди деветстотин двайсет и осем“[8]